# Heinrich Ernst Schirmer

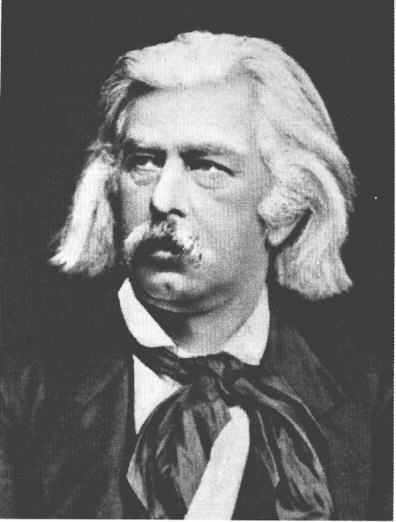
Heinrich Ernst Schirmer (1870)

Heinrich Ernst Schirmer (* 27. August 1814 in Leipzig; † 6. Dezember 1887 in Gießen) war ein deutscher Architekt, der hauptsächlich in Norwegen tätig war.

## Leben

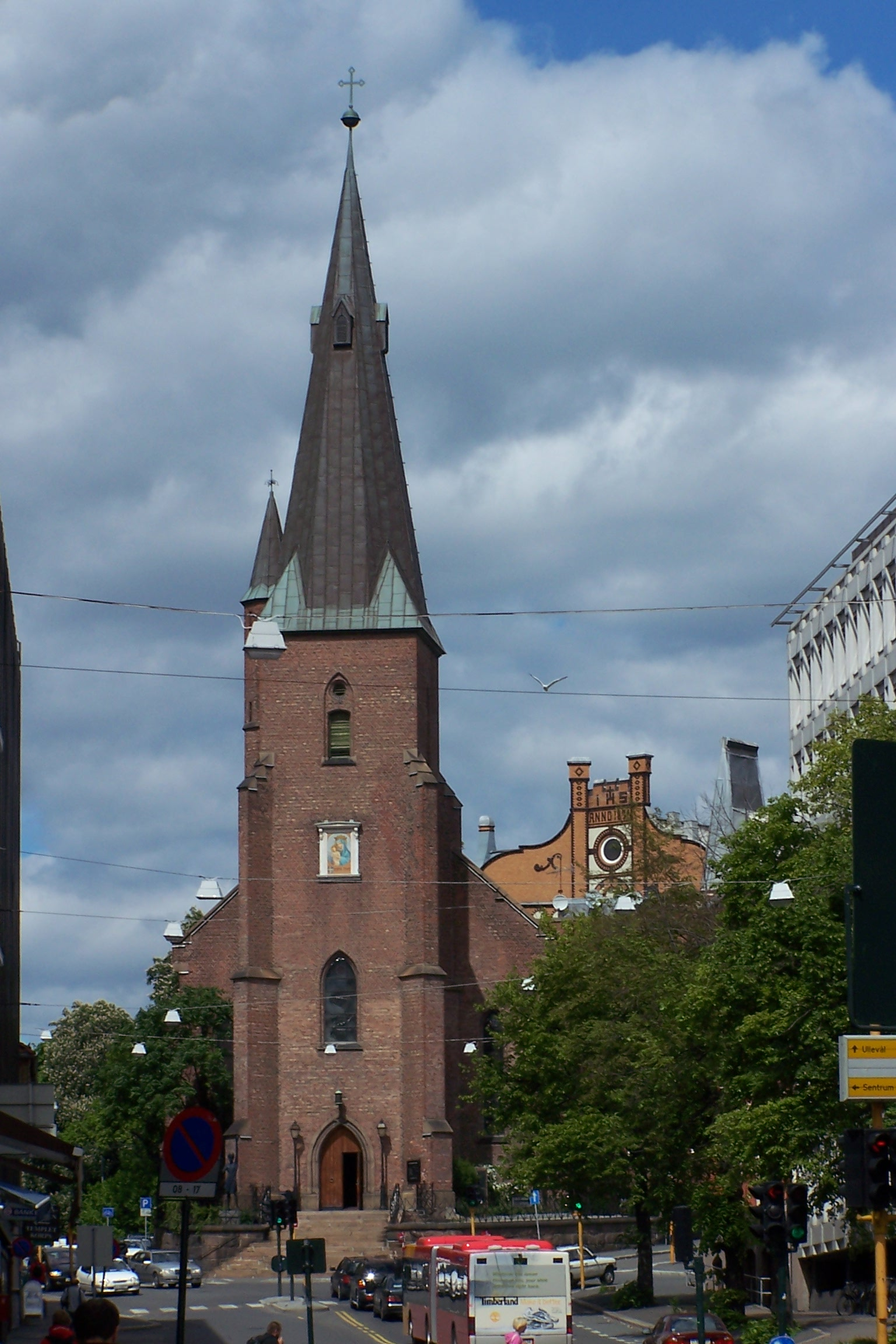
Die St.-Olav-Kirche in Oslo war der erste Kirchenbau von Heinrich Ernst Schirmer, nach deren Vorbild er noch viele weitere Kirchen in Norwegen baute.

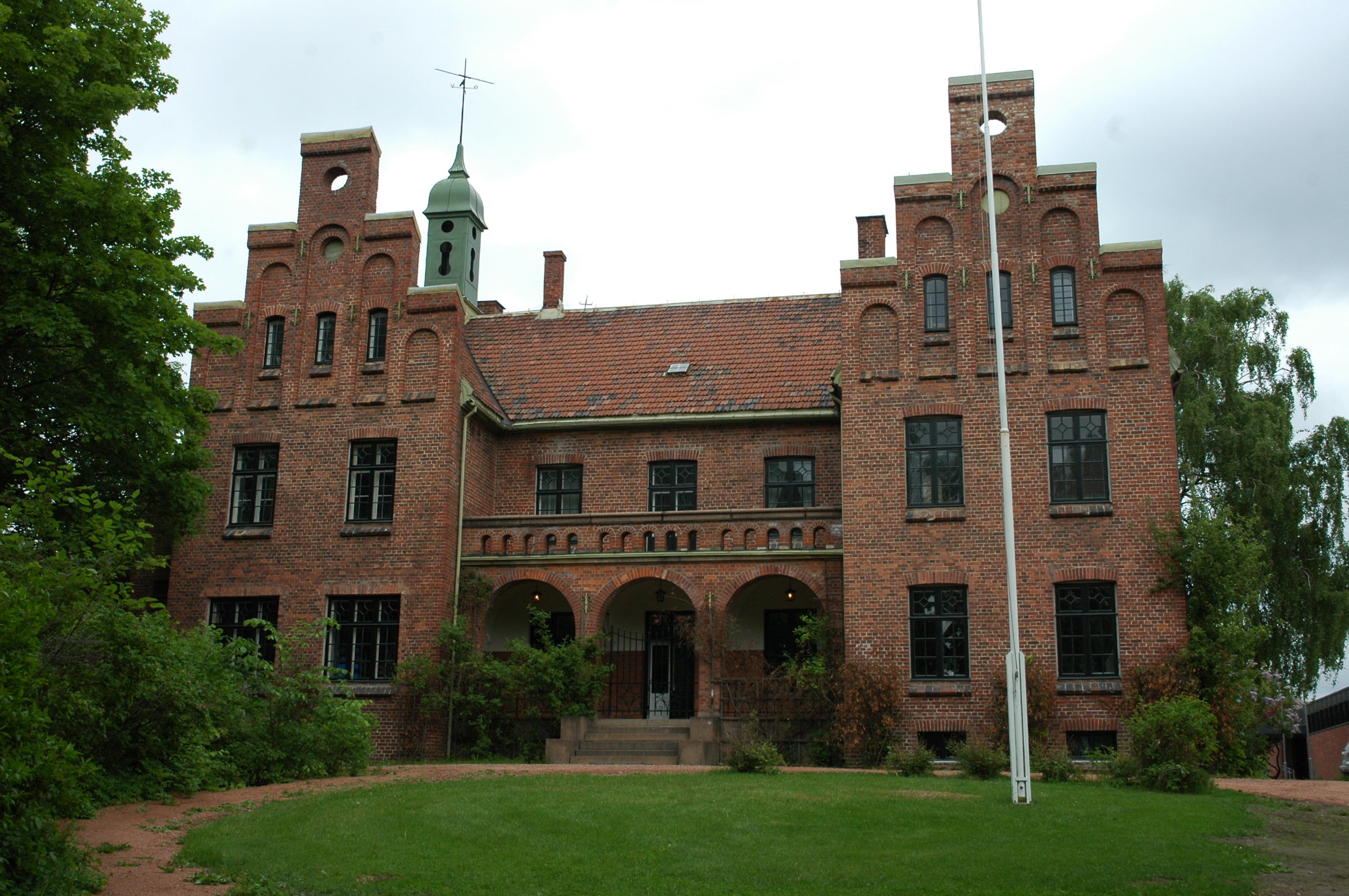
Hauptgebäude des Schlosses von Ringstabekk

Schirmer studierte von 1831 bis 1834 bei Joseph Thürmer an der Dresdner Kunstakademie sowie von 1834 bis 1837 an der Münchner Kunstakademie. Er war an mehreren bekannten Projekten in Norwegen beteiligt, so z. B. am Königlichen Palast in Christiania. Weiterhin war er beim Bau einer ganzen Reihe von Kirchen und bei vielen monumentalen Gebäuden in Christiania und Norwegen sowie dem grundlegenden Wiederaufbau des Nidarosdom in Trondheim maßgeblich aktiv. Mit seinem architektonischen Talent, seiner ehrgeizigen Arbeitsleistung und der Fähigkeit, dabei schnelle rationale Lösungen zu finden, erbrachte er einen wichtigen Beitrag zur norwegischen Architekturgeschichte und machte auch international auf sich aufmerksam.

### Schirmers Wirken in Christiania (Oslo) und Umgebung
Nach einer Studienreise 1837 in Italien kam Schirmer auf Drängen von Johan Christian Clausen Dahl 1838 nach Norwegen. Er wurde als Architekt angestellt, um Hans Ditlev Franciscus von Linstow (1787–1851) beim Bau des Königlichen Schlosses in Christiania zu unterstützen. Unter anderem war er dort auch für die Innenarchitektur, Einrichtungen und für die Dekoration des königlichen Palastes verantwortlich.
Nachdem Schirmer von der norwegischen Regierung beauftragt worden war, mehrere neue öffentliche Gebäude in Christiania zu bauen, führte er 1843 eine Studienreise durch mehrere europäische Städte in Belgien, England und Deutschland durch, um dortige städtebauliche Erfahrungen zu sammeln und architektonische Vorbilder für seine Projekte kennenzulernen. Schirmer war ungewöhnlich produktiv und trug als Architekt zu einer großen Reihe von Monumentalbauten in Christiania bei, einschließlich des dortigen norwegischen Staatsgefängnisses Botsfengselet (1843–1851), des Gaustad Hospitals (1847–1855), sowie der St.-Olav-Kirche, aus der später die römisch-katholische Kathedrale in Oslo wurde. In Ringstabekk ein Ort in der Kommune Bærum baute er 1851 für den Gutsbesitzer Jens Ring und seine Frau Barbara Ring, das Schloss Ringstabekk, ausgeführt als neogotischer Backsteinbau. Von 1852 bis 1856 entwarf er die Tangen-Kirche (1854) in Drammen sowie die Vestre Aker Kirche (1853–1855) und die Østre Aker Kirche (1857–1860). Des Weiteren projektierte er die Kathedrale von Hamar, das National Hospital (1874–1883) und das Hauptgebäude des heutigen Nationalmuseum Oslo zusammen mit seinem Sohn Adolf Schirmer von 1879 bis 1881.

### Schirmer und Wilhelm von Hanno
Schirmer ging eine geschäftliche Partnerschaft mit dem Architekten Wilhelm von Hanno ein. In den Jahren 1853 bis 1864 bauten sie gemeinsam Norwegens erste Bahnhöfe entlang der Hovedbanen (1853–1854) und Kongsvingerbanen (abgeschlossen 1863). Die von ihm mit gebauten Empfangsgebäude hatten einen großen Einfluss auf die norwegische Holzarchitektur in den ländlichen Regionen des Landes. Es folgten auch eine Reihe von militärischen Bauten, wie auch der Ausbau der Festung Akershus (1858–1870). Schirmer und von Hanno entwarfen die Trefoldighetskirken (Dreifaltigskirche) in Oslo (fertiggestellt um 1858), deren Bau ursprünglich von Alexis de Chateauneuf initiiert worden war. Weiterhin entwarf er mit ihm das Bezirksgefängnis in Larvik, die Bebauung an der Kirkegata 24, ein Hauptgebäude für die Norwegische Kreditbank (Den norske Creditbank) und ein Hotel in der Dronningens Gate, das von 1860 bis 1913 gebaut wurde. Um 1864 zerbrach die Zusammenarbeit, als von Hannos Entwurf einen Architektenwettbewerb zum Bau der Grönland-Kirche gewann.

### Weitere Projekte
Nach Auflösung der Partnerschaft mit Wilhelm von Hanno arbeitete Schirmer wieder allein und baute noch eine ganze Reihe von repräsentativen Gebäuden und Kirchen in Christiania sowie in anderen norwegischen Städten. So unter anderem, entwarf er die Kathedrale von Hamar, die Hamar Domkirke. Schirmer baute außerdem noch mehrere Schweizer Villen für wohlhabende Bürger und Beamte. Er trug somit maßgeblich zur Verbreitung des Schweizer Stils in Norwegen bei. Sein letztes Projekt war das Ullevål-Krankenhaus, das erst nach seinem Tod um 1887 unter Verwendung seiner Pläne fertiggestellt wurde. Er zog 1883 wieder nach Deutschland zurück, während seine beiden Söhne Adolf und Herman Major Schirmer weiterhin in Norwegen blieben und ebenfalls dort als Architekten wirkten.

### Schirmers Wirken am Nidarosdom

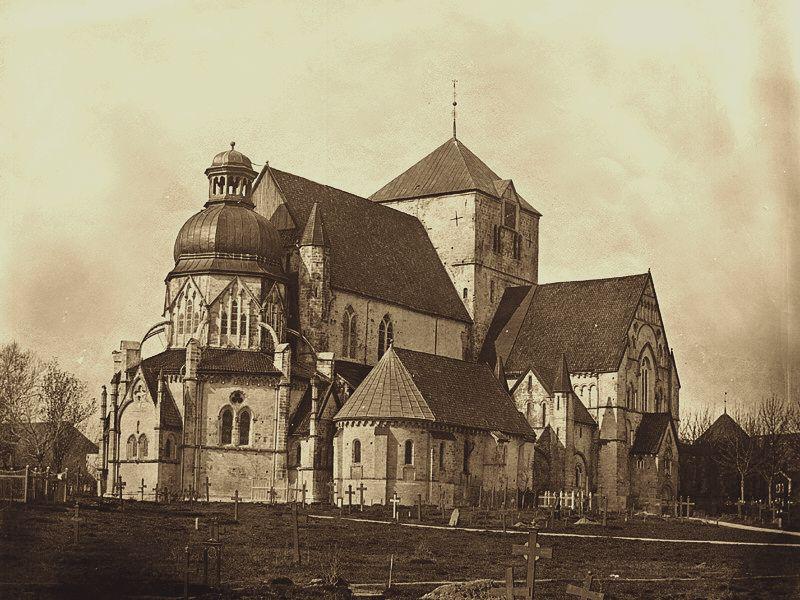
Nidarosdom aus nordöstlicher Richtung (1857) vor der Restaurierung

Der Nidarosdom in Trondheim gilt als ein wichtiges norwegisches Nationalsymbol, das damals, in den 1840er Jahren, in einem sehr schlechten Zustand war. Als entdeckt wurde, dass ein Pfeiler des Domes im Begriff war in sich zusammenzubrechen, suchte das Kirchenministerium (Kirkedepartementet) dringend nach einer Lösung, um den Verfall zu stoppen. Der damals 27-jährige Heinrich Ernst Schirmer wurde um 1841 beauftragt, Untersuchungen und Studien zur Restaurierung und Wiederherstellung des Doms anzufertigen. Schirmers erste Wiederaufbau-Pläne wurden zunächst aus Kostengründen verworfen, aber durch sein starkes Engagement für das Projekt und den fortgesetzten Verfall des Bauwerkes gewann das Thema in den nächsten Jahrzehnten in Norwegen stark an Popularität. 1859 präsentierte Schirmer zusammen mit dem Historiker Peter Andreas Munch in Ausstellungen mehrere Schautafeln mit Plänen zum Wiederaufbau der Kathedrale, wo er auf große Aufmerksamkeit stieß. Infolgedessen wurde 1869 ein durch Schirmer geleiteter grundlegender Wiederaufbau des Nidarosdomes gestartet. Allerdings trafen seine künstlerischen Pläne zur Restaurierung auf heftige Kritik von Befürwortern eines archäologischen Wiederaufbaues. Da fast alle historischen Vorlagen fehlten, beruhte die Rekonstruktion zum großen Teil auf Spekulationen. Bereits 1872 wurde er durch den Dombaumeister Christian Christie ersetzt, der den Bau bis zu seinem Tod 1906 leitete. Der Wiederaufbau nach Schirmers Konzept wurde, mit mehreren Pausen und Umplanungen, erst 2001 offiziell beendet.

## Auszeichnungen
Schirmer wurde 1860 zum Ritter des Sankt-Olav-Ordens ernannt und war Ehrenmitglied im Christiania Kunstforening (heute Osloer Kunstverein).

## Familie
Heinrich Ernst Schirmer war der Sohn des Mühlen- und Gutsbesitzers Johann Gottlieb Schirmer (1776–1816) und seiner Frau Johanne Sophie Kühne. Er heiratete am 25. Februar 1843 in Christiania Sophie Ottilie Major (1821–1861), eine Schwester von Herman Wedel Major (1814–1854), einem der führenden Psychiater Norwegens und Planer des Gaustad Hospitals (Gaustad sykehus), Norwegens erster psychiatrischer Klinik, welche von Schirmer entworfen wurde. Ihre gemeinsamen Söhne Adolf Schirmer (1850–1930) und Herman Major Schirmer (1845–1913) waren ebenfalls in Norwegen bekannte Architekten.